# マナ (食物)

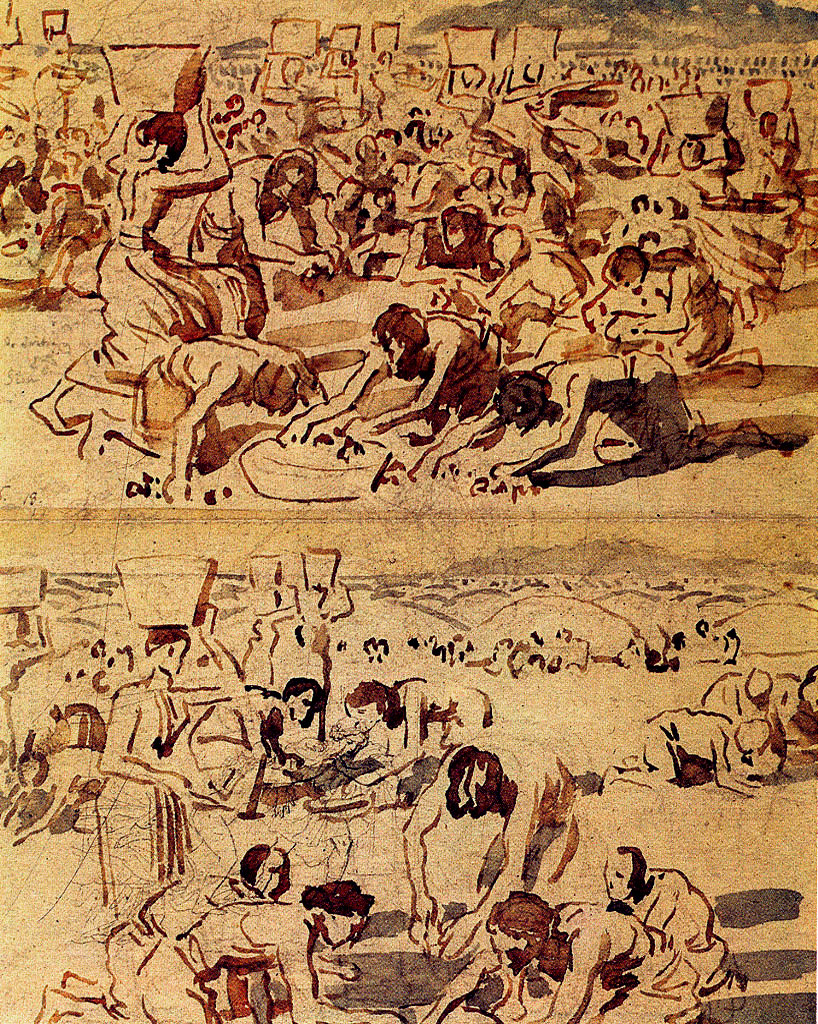

マナ（ヘブライ語: מן、מָן、アラビア語: مان）は旧約聖書「出エジプト記」第16章に登場する食物。イスラエルの民がシンの荒野で飢えた時、神がモーゼの祈りに応じて天から降らせたという。この時人々は「これは何だろう」と口にし、このことから「これは何だろう」を意味するヘブライ語のマナと呼ばれるようになった。
ヘブライ語とアラビア語ではマーン (מָן, mān) という。マーナーはヘブライ語では全体の一皿の食べ物（コースの中の一品）、数を割った商などの別の意味の言葉である。
マナは、神が作った超自然的なものだとされている。聖書には、「見よ、わたしはあなたたちのために、天からパンを降らせる。」（出エジプト記16章4節）と記述されている。また、40年間にもわたって群衆の腹を満たし続けたことからも、自然のものではないとされている。

## 特徴
露が乾いたあとに残る薄い鱗もしくは霜のような外見であり、コエンドロの実のように白く、蜜を入れたせんべいのように甘いとされる。早朝に各自一定量ずつ採って食べねばならず、気温が上がると溶けてしまう。また余分に採取することも許されず、食べずに置くとすぐに腐敗して悪臭を放つ。ただし安息日には降ってこないのでその前日には二倍集めることが許されている。カナンの地に着くまでの四十年間、イスラエルの民の食料だった。

## 比定
神の奇跡を信じる人たちは聖書の記述をそのまま信じるが、そうでない人たちは様々に推理する。下記は出エジプト記/ 16章 13節以降の記載である。
この記述や他の記述（聖書の記述はこれだけではない）を手がかりやヒントにして、マナの正体を説明する様々な説を唱えられてきた。壺に入れて持ち歩いたという記述から、何らかの固形の自然の産物とみられる。

### キノコ説
キノコという説。キノコは露が下りた後など突然発生することがある。この仮説に基づいて、ジョン・アレグロは『聖なるキノコと十字架』を執筆した。

### 穀物説
小麦・蕎麦・米など、なんらかの穀物という説。種類によっては急速に成長するものがあるのと、粉末状にすれば食べ方のバリエーションが生まれるため。

### 果実説
果物もしくは実だという説。ちなみに西アジア(ウイグル・カザフスタン)付近はリンゴの原産地であることで知られている。

### 樹液説
ギョリュウの樹液を固めたものという説。ギョリュウはシナイ半島にも多く生息する。

### カイガラムシなどの排泄物説
カイガラムシなどのカメムシ目ヨコバイ亜目の排泄物である甘露が乾燥したものという説。
ヨコバイ亜目の昆虫は植物から吸汁して生活するが、中でも篩管液を専門に摂取するものが多い。植物の篩管の中の液には糖分は多量に溶けているが、アミノ酸やビタミンB群など他の栄養素は乏しい。そのため、これらの昆虫の消化管には濾過室と呼ばれる器官があって、過剰の糖分と水分を消化管後部に短絡させて排泄してしまう。これが甘露であり、西アジアのような乾燥地帯では水分がすぐに蒸発するため、植物に群がったカイガラムシの下で霜のように堆積した甘露の成分が容易に採集できる。後世の西アジア遊牧民の民俗例でも、実際にこれを採取して食用にする事例が報告されている。イランでは、乾燥した甘露を採取した後、不純物を取り除いてギャズというヌガーのような菓子を作る。